# Sererowie
Sererowie (Serer) – grupa etniczna zamieszkująca głównie tereny zachodniego Senegalu (w regionie deltowego ujścia rzeki Saloum) oraz północno-zachodniej Gambii. Uważa się, że przybyli na te tereny w XVI wieku z południowych obszarów dzisiejszego Senegalu (prawdopodobnie są blisko spokrewnieni z ludem Diola).  Na niektórych obszarach wymieszali się z Wolofami i ludem Mandinka, niekiedy przejmując także ich języki. W wielu wypadkach Sererowie przejęli także islam, chociaż niektóre społeczności wyznają chrześcijaństwo.
W skład plemion Serer wchodzą trzy grupy: Serer-Sine, Serer-Safen i Serer-Noon.